# Conjugaison des verbes du deuxième groupe en français
 (mars 2025).
La deuxième conjugaison est également une conjugaison vivante, bien que les nouvelles créations soient plus rares que dans la première conjugaison. La dernière création date des années 1950 avec alunir.[réf. souhaitée] Ce groupe contient environ trois-cents verbes.

## Caractéristiques des temps
La principale caractéristique des verbes du 2e groupe est constituée par l'ajout de l'interfixe -iss- entre le radical et la terminaison de certaines personnes de certains temps. Le radical des verbes du deuxième groupe est régulier et stable, sauf pour le verbe haïr au singulier du présent de l'indicatif. Le verbe fleurir change son radical en flor- dans son sens figuré.

### Indicatif présent
À l'indicatif présent, l'affixe -iss- est ajouté entre radical et désinence, aux trois personnes du pluriel. Les terminaisons (affixe inclus) sont donc les suivantes : -is, -is, -it, -issons -issez, -issent :
- Je finis, tu finis, il finit, nous finissons, vous finissez, ils finissent.

- Dans le verbe haïr, le tréma disparaît aux trois premières personnes du singulier du présent de l'indicatif : 
  - Je hais, tu hais, il hait, nous haïssons, vous haïssez, ils haïssent.

### Indicatif imparfait
À l'indicatif imparfait, l'affixe -iss- est ajouté entre radical et désinence, à toutes les personnes. Les terminaisons (affixe inclus) sont donc les suivantes : issais, -issais, -issait, -issions, -issiez, -issaient :
- Je finissais, tu finissais, il finissait, nous finissions, vous finissiez, ils finissaient.

- Remarque à propos du verbe fleurir. Celui-ci, dans le sens de « produire des fleurs » est parfaitement régulier (Les rosiers fleurissaient). Mais, au sens métaphorique de « prospérer », le verbe fleurir utilise le radical flor- (et non plus fleur-) et fait donc : je florissais, tu florissais, etc. : 
  - Les artistes florissaient sous Louis XIV.

Néanmoins, la conjugaison sur ce radical est parfaitement régulière.

### Passé simple
Les terminaisons du passé simple sont toujours les suivantes : -is, -is, -it, -îmes, -îtes, -irent. 
- Je finis, tu finis, il finit, nous finîmes, vous finîtes, ils finirent :

Remarques : 
- Seules les trois personnes du pluriel diffèrent entre le présent de l'indicatif et le passé simple : 
  - Aujourd'hui, je finis et vous finissez. Ce jour-là, je finis et vous finîtes.

- Dans le verbe haïr, le tréma tient lieu d'accent circonflexe aux deux premières personnes du pluriel : 
  - Je haïs, tu haïs, il haït, nous haïmes, vous haïtes, ils haïrent.
  - Plusieurs grammairiens ont proposé d'utiliser la lettre ï̂ (i tréma accent circonflexe) car « le tréma ne dispense[rait] pas de l’accent : haï̂mes, haï̂tes », l'idée n'ayant pas été retenue dans l'usage.

### Futur simple
Le radical du futur est en fait constitué de l'infinitif présent complet (radical et désinence). Les terminaisons sont toujours les suivantes : -ai, -as, -a, -ons, -ez, -ont :
- Je finirai, tu finiras, il finira, nous finirons, vous finirez, ils finiront.

### Conditionnel présent
Le radical du conditionnel est le même que celui du futur. Les terminaisons sont toujours les suivantes : -ais, -ais, -ait, -ions, -iez, -aient : 
- Je finirais, tu finirais, il finirait, nous finirions, vous finiriez, ils finiraient.

### Subjonctif présent
Au subjonctif présent, l'affixe -iss- est ajouté entre radical et désinence, à toutes les personnes. Les terminaisons sont donc les suivantes : -isse, -isses, -isse, -issions, -issiez, -issent :
- (Il faut que) je finisse, tu finisses, il finisse, nous finissions, vous finissiez, ils finissent.

### Subjonctif imparfait
Au subjonctif imparfait, le radical est dérivé de la deuxième personne du singulier du passé simple (sauf à la troisième du singulier où le s est remplacé par un accent circonflexe sur la voyelle qui précède). Les terminaisons sont donc les suivantes : -se, -ses, -◌̂t, -sions, -siez, -sent :
- (Il fallait que) je finisse, tu finisses, il finît, nous finissions, vous finissiez, ils finissent.

- Seule la 3e personne du singulier diffère entre le subjonctif présent et le subjonctif imparfait : 
  - Il faut que nous finissions et qu'il finisse. Il fallait que nous finissions et qu'il finît.

- Dans le verbe haïr, à la troisième personne du singulier, le tréma tient lieu d'accent circonflexe :
  - Il fallait qu'il haït.

### Impératif
L'impératif présent est toujours calqué sur l'indicatif présent : 
- Finis, finissons, finissez.

- En conséquence, dans le verbe haïr, le tréma est supprimé à la personne du singulier : 
  - Hais, haïssons. haïssez.

### Participe présent
Au participe présent et au gérondif, l'affixe -iss- est ajouté entre radical et désinence. La terminaison est donc -issant. Rappelons que ces deux modes sont invariables : 
- (En) finissant, (en) rougissant, (en) maigrissant, (en) trahissant…

- Le verbe fleurir connaît deux formes au participe présent et au gérondif : fleurissant, au sens propre de « produire des fleurs », et florissant, au sens métaphorique de « prospérer ».

### Participe passé
La terminaison du participe passé est toujours en -i : 
- Fini, rougi, maigri, blanchi, fleuri, grossi, pâli…
- Participe passé du verbe blanchir, au singulier : blanchi, blanchie ; au pluriel : blanchis, blanchies.

- Remarquons que si le participe passé du verbe bénir est bien régulier (béni), il existe également un adjectif qualificatif dérivé de ce participe passé et signifiant « consacré par une cérémonie religieuse » (bénit) : 
  - Du pain bénit et de l'eau bénite.
    - En conséquence, avec l'auxiliaire avoir, ou à la voix passive, avec l'auxiliaire être (présent ou sous-entendu), il faut toujours employer béni : 
      - Le prêtre a béni les drapeaux. Des enfants bénis de leurs parents.

## Conjugaisondu verbefinir
- Indicatif présent : je finis, tu finis, il finit, nous finissons, vous finissez, ils finissent.
- Indicatif imparfait : je finissais, tu finissais, il finissait, nous finissions, vous finissiez, ils finissaient.
- Passé simple : je finis, tu finis, il finit, nous finîmes, vous finîtes, ils finirent.
- Futur : je finirai, tu finiras, il finira, nous finirons, vous finirez, ils finiront.
- Conditionnel : je finirais, tu finirais, il finirait, nous finirions, vous finiriez, ils finiraient.
- Subjonctif présent : (que) je finisse, tu finisses, il finisse, nous finissions, vous finissiez, ils finissent.
- Subjonctif imparfait : (que) je finisse, tu finisses, il finît, nous finissions, vous finissiez, ils finissent.
- Impératif : finis, finissons, finissez.
- Participe présent : finissant [invariable].
- Participe passé : fini, finie, finis, finies.